# Joseph Désiré Sigart
Pour les articles homonymes, voir Sigart.
Joseph Désiré Sigart, né à Mons le 3 septembre 1798 et mort à Ixelles le 15 avril 1869, est un homme politique belge.

## Biographie
Joseph Désiré Sigart est le fils d'Alexandre Sigart, négociant, receveur à Mons, et de Thérèse Marie Joseph Delehove. Il épouse Virginie Goffint, fille de Louis Joseph Goffint, machiniste à Jemappes, agent municipal à Quaregnon, actionnaire de la société charbonnière des "Vingt-Actions", et d'Isabelle Buisseret.
Docteur en médecine de l'Université de Liège, il exerce à Jemappes. Il est également philologue et lexicographe, spécialiste des dialectes wallons locaux du Hainaut, auteur d'un Glossaire étymologique montois ou Dictionnaire du wallon de Mons et de la plus grande partie du Hainaut.
Conseiller communal de Jemappes, il fut député libéral de l'arrondissement de Mons entre 1839 et 1848.

## Publications
- Essai sur les asthénies (1857)
- Glossaire étymologique montois, ou Dictionnaire du wallon de Mons et de la plus grande partie du Hainaut (1866)
- Supplément au Glossaire montois (1868)